# Steven Lustü
Steven Lustü (Vordingborg, Dinamarca, 13 de abril de 1971) es un exfutbolista danés, que se desempeñó como defensa central y que militó en diversos clubes de Dinamarca y Noruega.

## Clubes
| Club      | País      | Año         |
| --------- | --------- | ----------- |
| Næstved   | Dinamarca | 1991 - 1993 |
| Herfølge  | Dinamarca | 1993 - 2000 |
| Akademisk | Dinamarca | 2000 - 2001 |
| Lyn Oslo  | Noruega   | 2002 - 2006 |
| Silkeborg | Dinamarca | 2007 - 2009 |

## Selección nacional
Ha sido internacional con la selección de fútbol de Dinamarca, donde jugó en 9 ocasiones y no anotó goles en el seleccionado danés adulto. Asimismo, Lustü participó junto a su selección en una Copa del Mundo y fue en la edición de Corea del Sur y Japón 2002, cuando su selección quedó eliminada en los octavos de final, siendo derrotado en esa ronda, por su similar de Inglaterra, al caer por un categórico 3-0.